# Steatoda fagei
Steatoda fagei là một loài nhện trong họ Theridiidae.
Loài này thuộc chi Steatoda. Steatoda fagei được George Newbold Lawrence miêu tả năm 1964.